# Lugaid mac Lóegairi
Pour les articles homonymes, voir Lugaid.
Lugaid mac Lóegairi Ard ri Erenn mort vers 507. Lugaid mac Lóegairi était le fils de Lóegaire mac Néill et le petit-fils de Niall Noigiallach. On l'identifie habituellement avec le « Lugid » du Baile Chuinn Chétchathaig.

## Origine
Lugaid ou Lughaidh mac Lóegairi est l'un des douze fils attribués à Lóegaire mac Néill sa mère serait  Angas ingen Ailella Tassaig. Il serait devenu ard ri Erenn c'est-à-dire Haut-Roi d'Irlande vers 482, quand Ailill Molt son prédécesseur est tué.
«  Lughaidh, fils de Laoghaire, fils de Niall Naoighiallach, de la descendance d'Érimón, prit la souveraineté de l'Irlande pendant vingt ans. Anghus, fille de Tasach des Ui Liathain, était sa mère »
— Geoffrey Keating Foras Feasa ar Éirinn Livre II - Section V.
Les chroniques d'Irlande le reconnaissent comme le successeur de Ailill Molt et notent son accession au trône en 483/484 après la défaite et la mort de son prédécesseur face à une coalition d'Uí Néill par contre elles divergent sur la durée de son règne :
- 24 ans pour le Chronicon Scotorum, 24 ou 28 ans pour les Annales d'Ulster et 25 ans pour les Annales des quatre maîtres.

## Ard ri Erenn
Certaines entrées dans les chroniques d'Irlande avancent que Lugaid faisait partie de l'alliance qui a vaincu Ailill Molt, mais la source principale les annales d'Ulster qui est en général, la plus fiable l'ignore totalement, sauf dans une brève entrée qui note sa mort à la bataille d'Ard Corran en 507 et qui est répétée en 508. 
Au cours de son règne des batailles ont été régulièrement entreprises par d'autres descendants de Niall Noigiallach, comme Coirpre mac Néill et Muirchertach mac Ercae, mais Lugaid lui-même semble totalement inactif, ce qui est plutôt inhabituel pour un « Haut-Roi » d'Irlande . Il a même été suggéré que Lugaid n'a jamais été ard ri Erenn, et que son nom a été inséré dans la liste des règnes dans le but de combler une lacune causée par une rétroactivité de la mission de Patrick d'Irlande . Cependant, son règne est attesté dans la première liste de roi du VIIe siècle, le Baile Chuinn, et aussi dans toutes les listes suivantes .  
Sa mort fait l’objet de deux versions différentes :
- Il serait mort lors de la bataille d’Ard Corann en 507/508 [6].
- Il serait mort tué par un éclair à Achadh Farcha à la suite de la malédiction jetée à son père Lóegaire mac Néill par Saint Patrick qui excluait sa descendance du pouvoir royal[7].

La vie tripartite de Patrick d'Irlande, composée vers 900, raconte comment le père de Lugaid, Loégairé, est converti par le saint alors que Lugaid est encore dans le ventre de sa mère. Patrick maudit ensuite rapidement Loégairé à cause de sa désobéissance, en prédisant qu'un seul roi, Lugaid, serait issu de sa progéniture, cette concession aurait été accordée à la suite d'une supplique de la future mère. Patrick précise ensuite « qu'il ne maudira pas l'enfant à naître, tant qu'il ne s'opposera pas à lui ».  
Cependant, Lugaid devenu roi, lance une raillerie à propos de la malédiction touchant les descendants de son père et en conséquence il est frappé à mort par un coup de foudre à « Achad Forcha ». Selon les chroniques il est l'un des au moins trois Haut-Rois d'Irlande à mourir tué par les éléments et il est donc possible que le récit de la malédiction de Patrick est destiné à aménager une légende antérieure de la mort de Lugaid tué par la foudre. 
Les incohérences dans les récits relatifs à Lugaid mac Lóegairi semblent liées à des retouches favorables aux Uí Néill, des chroniques d'Irlande, destinées à occulter son règne. Une partie des actions mises au crédit de Muirchertach Mac Ercae notamment sa participation la bataille d'Ocha concerne peut-être uniquement Lugaid. Cette hypothèse permettrait d’expliquer la longueur inusitée de l’activité de Muirchertach Mac Ercae de 483 à 534.

## Mariages et descendance
Selon les généalogies Lugaid mac Lóegairi aurait épousé successivement :
1) Niam fille d’un roi d’Ulster, deux fils dont :
- Guaire, ancêtre du Clann Lugdach ;

2) Ailinn fille d’Óengus mac Nad Froích, Eóganachta, roi de Munster.

## Sources
- (en) Philip Irwin « Lugaid [Lughaidh] mac Lóegairi (d. 507) », Oxford Dictionary of National Biography, Oxford University Press, 2004.
- (en) Francis J. Byrne Irish Kings and High-Kings Four Courts History Classics Dublin réédition  de  2001   (ISBN 1 851821961).
- (en) Edel Bhreathnach, Editor Four Courts Press for The Discovery Programme Dublin (2005)  (ISBN 1851829547) The kingship and landscape of Tara. «  Historical Connachta and Early Ui Neill », Table 2 p. 342-343.
- Annales d'Ulster.